# Anna M. Sargsyan
Anna M. Sargsyan (en armenio: Աննա Մ. Սարգսյան) (Artashat, 10 de abril de 2001) es una ajedrecista armenia nacionalizada estadounidense que ostenta el título de Gran Maestra Femenina (WGM) desde 2012. En 2010 fue designada Maestra Internacional (MI).

## Carrera
Sargsyan participó en los Campeonatos Europeos Juveniles de Ajedrez y en los Mundiales Juveniles y alcanzó su mejor resultado en 2017, cuando se clasificó en cuarto lugar en el Campeonato Europeo Juvenil de Ajedrez en el grupo de edad Sub-16 femenino. Desde 2016 participó en las finales del Campeonato Femenino de Ajedrez de Armenia, donde su mejor resultado es el cuarto lugar obtenido en 2016.
Jugó para Armenia en la Olimpiadas de Ajedrez Femenino:
- En 2018, en el tercer tablero en la 43ª Olimpiada de Ajedrez (femenino) en Batumi (+5, =4, -2);[4]
- En 2022, en el tercer tablero en la 44ª Olimpiada de Ajedrez (femenino) en Chennai (+6, =1, -2);[5]
- En 2024, en el cuarto tablero en la 45ª Olimpiada de Ajedrez (femenino) en Budapest (+7, =2, -1) y ganó la medalla de bronce individual.[6]

Sargsyan jugó para Armenia en el Campeonato Mundial de Ajedrez Femenino por Equipos:
- En 2019, en el tercer tablero en el 7º Campeonato Mundial Femenino de Ajedrez por Equipos en Astana (+2, =3, -4).[7]

También jugó para su país en el Campeonato Europeo Femenino de Ajedrez por Equipos:
- En 2019, en el tablero de reserva en el 22º Campeonato de Europa de Ajedrez por Equipos (femenino) en Batumi (+6, =2, -0) y ganó la medalla de oro individual.[8]

En 2019, Sargsyan recibió el título FIDE Woman International Master (WIM).